# Даниловы
Дани́ловы — дворянские роды.
Род Даниловых, ветви Нетшиных, внесён в Бархатную книгу. При подаче документов для внесения рода в Бархатную книгу была предоставлена родословная роспись Даниловых.
Потомки Индриса отнесены к древнему столбовому дворянству.

## Рюриковичи
В допетровское время существовал боярский род Даниловых — ветвь Нетшиных. По своему происхождению это княжеский род, отрасль смоленских Рюриковичей. Однако уже Нетшины по неясной причине утратили княжеское достоинство.
Рисунок герба в качестве доказательства происхождения рода был предоставлен в конце XVIII века поручиком Иваном Фёдоровичем Даниловым при внесении в дворянскую книгу Тульской губернии. В прошении отмечалось, что герб употреблялся в семье «издревле», но «по какому праву и случаю» «Даниловым присвоен» — неизвестно. В этом варианте герб был дополнен княжеской короной (шапкой).
В XVI веке Даниловы породнились с дворянским родом Шиловских (выходцами из Цесарии), которые владели вотчиной Шилово (бывшее Нерское) .
Основателем фамилии Нетшиных является Александр Юрьевич Нетша. Его потомок окольничий Даниил Иванович Нетшин (XVIII колено от Рюрика; † 1501) был основателем фамилии Даниловых, которую начали носить его внуки. Даниловы служили боярами, воеводами, окольничими в Москве, Дмитрове и Бежецком Верхе. Их род пресёкся на правнуках Даниила Ивановича в XXI колене от Рюрика.

#### Известные представители
- Данилов, Фёдор Данилович — сын боярский ( † после 1500).
- Иванов-Слепой, Дмитрий Данилович — окольничий, († 1543).
- Данилов, Дмитрий Иванович — воевода, († после 1533).
- Данилов, Василий Дмитриевич — земский боярин и воевода, казнён (1570).
- Данилов, Пётр Иванович — сын боярский, дьяк и голова († после 1581).
- Данилов, Степан Иванович — сын боярский и голова († после 1599).
- Данилов-Услюм, Яков Иванович — воевода, находился в Нижнем Новгороде "заповеди для" (1543), 4-й воевода в Смоленске (1549), 2-й воевода в Смоленске (1556), († после 1556)[6]

## Потомки Индриса
В Российской империи наиболее известны были Даниловы, представлявшие собой, как и Васильчиковы, ветвь рода Дурново, который, в свою очередь, отделился в XV веке от разветвлённого рода Толстых. Общим предком всех этих родов считается некий Индрис. На гербе всех родов Индрисова корня изображены в лазоревом поле золотые сабля и ключ.
Иван и Дорох Даниловы владели поместьями в Шелонской пятине (1498).
При царе Иване IV Васильевиче Даниловы были пожалованы имением под Астраханью, за участие в походе против Астраханского ханства. Новгородец Семён Михайлович Данилов сидел в Москве в осаде (1618). Воин Булатович Данилов верстан поместным окладом (1628), а от его сына Остафия пошли курские Даниловы. Иван Фёдорович выборный на Земский собор (1642).
Двадцать два представителя рода владели населёнными имениями (1699)
Секунд-майор Михаил Васильевич Данилов оставил «Записки». Этот род Даниловых внесён в VI часть Родословной книги Орловской и Тульской губерний.

#### Известные представители
- Данилов, Владимир Николаевич (1852 — 1914). Герой Русско-японской войны. "Генерал от наступления". В октябре 1905 г. Данилову было поручено руководство эвакуацией русских пленных из Японии, которую он успешно и закончил к весне 1906 г.
- Данилов, Георгий Георгиевич (1807 — 1860), дядя предыдущего, сын Георгия Васильевича Данилова.
- Данилова (урожд. Волкова), Елизавета Сергеевна (1814 — 1906), супруга предыдущего.
- Данилов, Юрий Никифорович "Черный" (13(25).08.1866 — 03.02.1937). Присутствовал при отречении Николая II в качестве начальника штаба Северного фронта (при командующем генерале Николае Владимировиче Рузском). Оставил воспоминания о последнем российском императоре.
- Данилов, Константин Георгиевич (1840 — 1891), дядя предыдущего.
- Данилов, Федор Константинович (1867 — 1918), сын предыдущего.
- .Данилова (урожд. княж. Хованская), Анна Александровна (род. п. 1853), супруга предыдущего.

## Известные представители
Даниловы, неизвестно к какому роду относятся:
- Даниловы: Дмитрий, Иван, Первуша - опричники Ивана Грозного (1573)[9].
- Данилов Пётр Прокофьевич - воевода в Орле (1614), в Ливнах (1616-1618).
- Данилов Пётр - дьяк, воевода в Калуге в (1619-1630) (шесть раз).
- Даниловы: Юрий (подьячий), Пётр и Михаил (ум.1635) - дьяки (1627-1629).
- Даниловы: Савва Михайлович, Стахей Степанович, Прохор, Иван Большой и Иван Меньшой Фёдоровичи - тульские городовые дворяне (1627-1629).
- Данилов Иван Фёдорович - воевода в Одоеве (1636-1637).
- Данилов Денис Иванович - стольник, воевода в Судогде (1678).
- Данилов Артемий Осипович - воевода в Яблонове (1685).
- Данилов Акинфей Иванович - стольник (1686-1692), стрелецкий полковник (1670), воевода в Козлове (1686).
- Данилов Максим Данилович - дьяк, воевода в Тобольске (1686-1690).
- Данилов Иван Денисьевич - стольник царицы Прасковьи Фёдоровны (1686), стольник 1687-1692).
- Даниловы: Павел Иванович, Степан и Василий Богдановичи, Артемий Осипович. Акинфей Стахеевич - московские дворяне (1676-1692)
- Даниловы: Митрофан и Гурий Осиповичи, Степан, Пётр и Кирилл Ивановичи, Евдоким Петрович, Василий Родионович, Григорий Павлович, Василий Васильевич, Афанасий Денисьевич - стольники (1680-1692)[10][8][11].

## Прочие роды
Ещё один род Даниловых происходит от Астафья Ивановича Данилова, владевшего поместьями (1646) и внесён в VI часть родословной книги Курской губернии. Три рода Даниловых восходят к концу XVII и началу XVIII века и внесены в родословные книги Воронежской, Орловской и Ярославской губерний. Остальные 62 рода Даниловых позднейшего происхождения.
В Боярских книгах указаны рода:
1. Даниловы-Домнины — Василий Григорьевич служил приказным у Вологодского архиепископа (1660-1671). Матвей Матвеевич московский дворянин (1681-1692). Трое представителей рода владели населёнными имениями (1699).Борис Иванович вологодский помещик (1712). Род внесён в VI часть родословной книги Вологодской губернии.
2. Даниловы-Лешуковы — Лешук Григорьевич служил по Переслав-Залесскому (1584).  Богдан, Арап, Степан и Григорий Алексеевичи Переслав-Залесские городовые дворяне (1604)[8].

## Описание гербов

#### Герб Даниловых 1785 г.
В Гербовнике Анисима Титовича Князева 1785 года имеется изображение:
1. Цветное изображение раннего варианта герба Даниловых: в красном поле щита изображено, вертикально, золотой ключ, бородкой вниз в право и кольцом вверх. Через кольцо ключа продеты, серебряная сабля с золотым эфесом и серебряная стрела с оперением, остриём вверх. Щит увенчан шапкой княжеского достоинства (дворянский шлем, намёт или княжеская мантия отсутствуют). Вокруг щита лавровые ветви, скрещенные внизу и связанные лентой.
2. Печати с гербом воеводы Твери Василия  Васильевича Данилова: в щите, имеющем белое поле, изображены: вертикально, золотой ключ, бородкой вверх и кольцом вниз. Через кольцо ключа продеты, серебряная сабля с черным эфесом и коричневая стрела с красным оперением, остриями вниз. Справа и слева от ключа золотые буквы WD по имени и фамилии гербовладельца. Щит увенчан коронованным дворянским шлемом с клейнодом. Цветовая гамма намёта не определена[5].

#### Герб. Часть XVII. № 47
Герб коллежского секретаря Георгия Матвеевича и сына Георгия: в золотом щите оторванная красная львиная голова с голубыми глазами и языком. В голубой оконечности щита, горизонтально, серебряный с золотой рукоятью восточный меч. Над щитом дворянский коронованный шлем. Нашлемник - пять страусовых перьев: среднее золотое, второе - красное, третье (?), четвертое - голубое, крайние - серебряные. Намёт справа красный с золотом, слева голубой с серебром. Девиз  <<БОГУ, ЦАРЮ, ОТЕЧЕСТВУ>> золотыми буквами на красной ленте.

#### Герб. Часть XVIII. № 26.
Герб потомства статского советника Иосифа Данилова: в золотом щите черный с червлеными глазами и языком гриф, держащий в лапах лазоревый молот. Щит увенчан дворянским коронованным шлемом. Нашлемник - три страусовых пера: среднее - золотое, правое - черное, левое - голубое. Намёт справа черный с золотом, слева голубой с золотом. Девиз: <<УМОМ И ТРУДОМ>> чёрными буквами на золотой ленте.